# 德國國防軍陸軍第560擲彈兵師
德國國防軍陸軍第560擲彈兵師（德語：560. Grenadier-Division）是納粹德國國防軍陸軍的一個步兵師。該師於1944年8月組建。
該師組建後，不久改編為第560國民擲彈兵師（德語：560. Volksgrenadier-Division）。
該師改編後，於1944年末調往西線，此後一直當地作戰。
該師最後於1945年4月在魯爾口袋被圍殲。

## 註腳
1. ↑  Mitcham（2007年）